# Ficus tanypoda
Ficus tanypoda är en mullbärsväxtart som beskrevs av Edred John Henry Corner. Ficus tanypoda ingår i släktet fikonsläktet, och familjen mullbärsväxter. Inga underarter finns listade i Catalogue of Life.